# FRIMO Stadion
Het FRIMO Stadion (voorheen Stadion am Lotter Kreuz, PGW Arena, SolarTechnics-Arena, ConnectM-Arena en Sportpark am Lotter Kreuz) is een voetbalstadion met plaats voor 10.059 toeschouwers in Lotte in de Duitse deelstaat Noordrijn-Westfalen. Het is de thuisbasis van de voetbalclub Sportfreunde Lotte.